# Mullen, Nebraska
Mullen är administrativ huvudort i Hooker County i Nebraska. Orten har fått sitt namn efter järnvägsfunktionären Charles D. Mullen. Enligt 2010 års folkräkning hade Mullen 509 invånare.